# توماس دوسن
توماس دوسن (بالإنجليزية: Thomas Dawson)‏ هو سياسي أمريكي، ولد في 25 يناير 1784، وتوفي في 26 فبراير 1846.